# Örkelljunga VK
Örkelljunga VK – szwedzki klub siatkarski z siedzibą w Örkelljundze. Założony został w 1982 roku. W najwyższej klasie rozgrywkowej – Elitserien – zadebiutował w sezonie 1991/1992. Czterokrotny mistrz Szwecji, trzykrotny zwycięzca Grand Prix oraz zdobywca krajowego pucharu.
Swoje mecze domowe rozgrywa w Forum Örkelljunga.

## Historia
Örkelljunga VK założony został w sierpniu 1982 roku. W tym samym roku zgłosił się do dywizji IV (division 4). W kolejnych latach wspinał się do wyższych lig. W 1991 roku po barażach awansował do najwyższej klasy rozgrywkowej – Elitserien. Zadebiutował w niej w sezonie 1991/1992. W sezonie 1993/1994 po raz pierwszy uczestniczył w europejskich pucharach, grając w Pucharze CEV. Doszedł również do finałów fazy play-off, w których przegrał z Uppsalą. W finałach fazy play-off ponownie grał w sezonach 1994/1995, 1996/1997 oraz 1997/1998, ulegając kolejno Hylte VBK, Floby VK oraz IKSU.
W sezonie 1998/1999 klub zdobył pierwsze mistrzostwo Szwecji. Zwyciężył także w Grand Prix. W sezonie 2000/2001 przegrał w finałach fazy play-off z Hylte VBK. W trzech kolejnych sezonach zdobył mistrzostwo Szwecji. W 2002 i 2003 roku triumfował także w Grand Prix. W finałach fazy play-off grał ponownie i jak dotychczas po raz ostatni w sezonie 2008/2009. W 2008 roku zdobył krajowy puchar.
Örkelljunga VK brał udział w czterech edycjach Klubowych Mistrzostw Krajów Nordyckich (2009/2010, 2011/2012, 2012/2013 oraz 2013/2014). Za każdym razem odpadał w fazie grupowej.

## Udział w europejskich pucharach
| Sezon     | Rozgrywki        | Osiągnięcie |
| --------- | ---------------- | ----------- |
| 1993/1994 | Puchar CEV       | III runda   |
| 2002/2003 | Puchar Top Teams | II runda    |
| 2003/2004 | Puchar Top Teams | II runda    |
| Źródło:   |                  |             |

## Osiągnięcia
Mistrzostwa Szwecji:
- 1. miejsce (4x): 1999, 2002, 2003, 2004
- 2. miejsce (6x): 1994, 1995, 1997, 1998, 2001, 2009
- 3. miejsce (2x): 2017, 2018

 Grand Prix:
- 1. miejsce (3x): 1999, 2002, 2003
- 2. miejsce (5x): 2000, 2004, 2009, 2010, 2020
- 3. miejsce (4x): 2001, 2013, 2015, 2016

 Puchar Szwecji:
- 1. miejsce (1x): 2008